# Суинделл, Квинтесса
Квинтесса Суинделл (англ. Quintessa Swindell, род. 8 февраля 1997, Нью-Йорк) — американская актриса. Она известна своими ролями Табиты Фостер в сериале Netflix «Брелки» и ролью Максин Ханкель/Циклон в супергеройском фильме «Чёрный Адам».

## Биография
Суинделл родилась 8 февраля 1997 года в Нью-Йорк и выросла в Верджиния-Бич, штат Виргиния. Она училась в средней школе Губернаторская школа искусств в Норфолк, штат Вирджиния.

## Карьера
Суинделл дебютировал в актерском мастерстве в 2019 году, сыграв Анну в телесериале HBO «Эйфория». В том же году они сыграли главную роль в подростковой драме Netflix «Брелки» в роли Табита Фостер.
Суинделл сыграла роль Джули в фильме «Поколение Вояджер» с Колин Фаррелл и Тай Шеридан в главных ролях. Она появилась в роли Лейлы в четвертом сезоне сериала HBO «На лечении», который вышел в эфир в 2021 году.
Суинделл получил роль в фильме «Садовник» с Джоэл Эдгертон и Сигурни Уивер в главных ролях. Она получила роль Максин Ханкель/Циклон в супергеройском фильме «Чёрный Адам» с Дуэйном Джонсоном в главной роли.

## Личная жизнь
Суинделл идентифицирует себя как небинарных и использует местоимения они/он.

## Фильмография
| Год       |   | Русское название  | Оригинальное название | Роль                  |
| --------- | - | ----------------- | --------------------- | --------------------- |
| 2019      | с | Эйфория           | Euphoria              | Анна                  |
| 2019—2020 | с | Воровки           | Trinkets              | Табита Фостер         |
| 2021      | ф | Ночи Гранады      | Granada Nights        | Амелия                |
| 2021      | ф | Поколение Вояджер | Voyagers              | Джули                 |
| 2021      | с | Пациенты          | In Treatment          | Лейла                 |
| 2022      | ф | Садовник          | Master Gardener       | Майя Ядро             |
| 2022      | ф | Чёрный Адам       | Black Adam            | Максин Ханкель/Циклон |
| 2024      | с | Опасные числа     | Prime Target          | Тейла Сандерс         |